# Augustus Smith

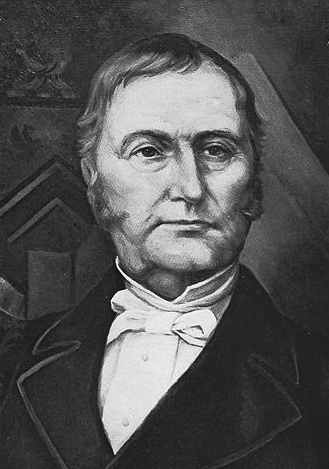
Augustus Smith

Augustus John Smith (Londen, 15 september 1804 - Plymouth, 31 juli 1872) voerde van 1834 tot aan zijn dood het beheer over de Scilly-eilanden, een eilandengroep ca. 45 km voor de kust van Cornwall in het Verenigd Koninkrijk. Hij had de eilanden in erfpacht van het graafschap Cornwall.

## Afkomst en achtergrond
Augustus Smith werd in 1804 geboren in Harley Street in Londen, als oudste zoon in een bankiersfamilie. Hij bezocht Harrow School en studeerde in 1826 af in Oxford. Smith was idealistisch ingesteld en ontwikkelde gedegen standpunten over het openbaar bestuur en de verbetering van de positie van armen en verdrukten. Nadat hij zijn ideeën een tijdlang in de praktijk had gebracht in Berkhamsted, Hertfordshire, waar hij was opgegroeid, besloot hij op zoek te gaan naar een meer op het platteland gelegen locatie. Toen hij in 1831 vernam dat het graafschap Cornwall iemand zocht voor het beheer over de Scilly-eilanden, die in die tijd in grote economische problemen verkeerden, trad hij met het graafschap in onderhandeling, maar zonder resultaat. Enkele jaren later echter nam het graafschap opnieuw contact met hem op. Smith, die inmiddels al overwoog zich in het westen van Ierland te vestigen, bracht daarop een bezoek aan de Scilly-eilanden. Hij werd getroffen door de armoede op de eilandengroep en realiseerde zich dat hier de uitdaging lag die hij zocht. Direct na terugkeer meldde hij zich bij het graafschap, waarmee hij het na maandenlange onderhandelingen alsnog eens werd.

## De erfpachtovereenkomst
In november 1834 trad de erfpachtovereenkomst in werking die Smith met het graafschap Cornwall aanging. Ze was afgesloten voor een periode van 99 jaar "or three lives". Smith verplichtte zich tot een jaarlijkse vergoeding van het voor die tijd lage bedrag van £ 40, maar daar stond tegenover dat hij het graafschap bij aanvang van de lease £ 20.000 moest betalen. Verder zou hij in de eerste zes jaar £ 5.000 aan verbeteringen op de eilanden moeten besteden, waaronder aan de bouw van een kade bij en een kerk in Hugh Town op St. Mary's, het grootste Scilly-eiland. Bovendien moest hij de geestelijken op de eilandengroep onderhouden.
Een enkele maanden daarvoor door het Engelse parlement aangenomen wet gaf Smith bovendien de bevoegdheid om op de eilanden recht te spreken en om Justices of the Peace te benoemen, lokale functionarissen die een rol speelden bij de handhaving van de openbare orde.

## Vestiging op Tresco

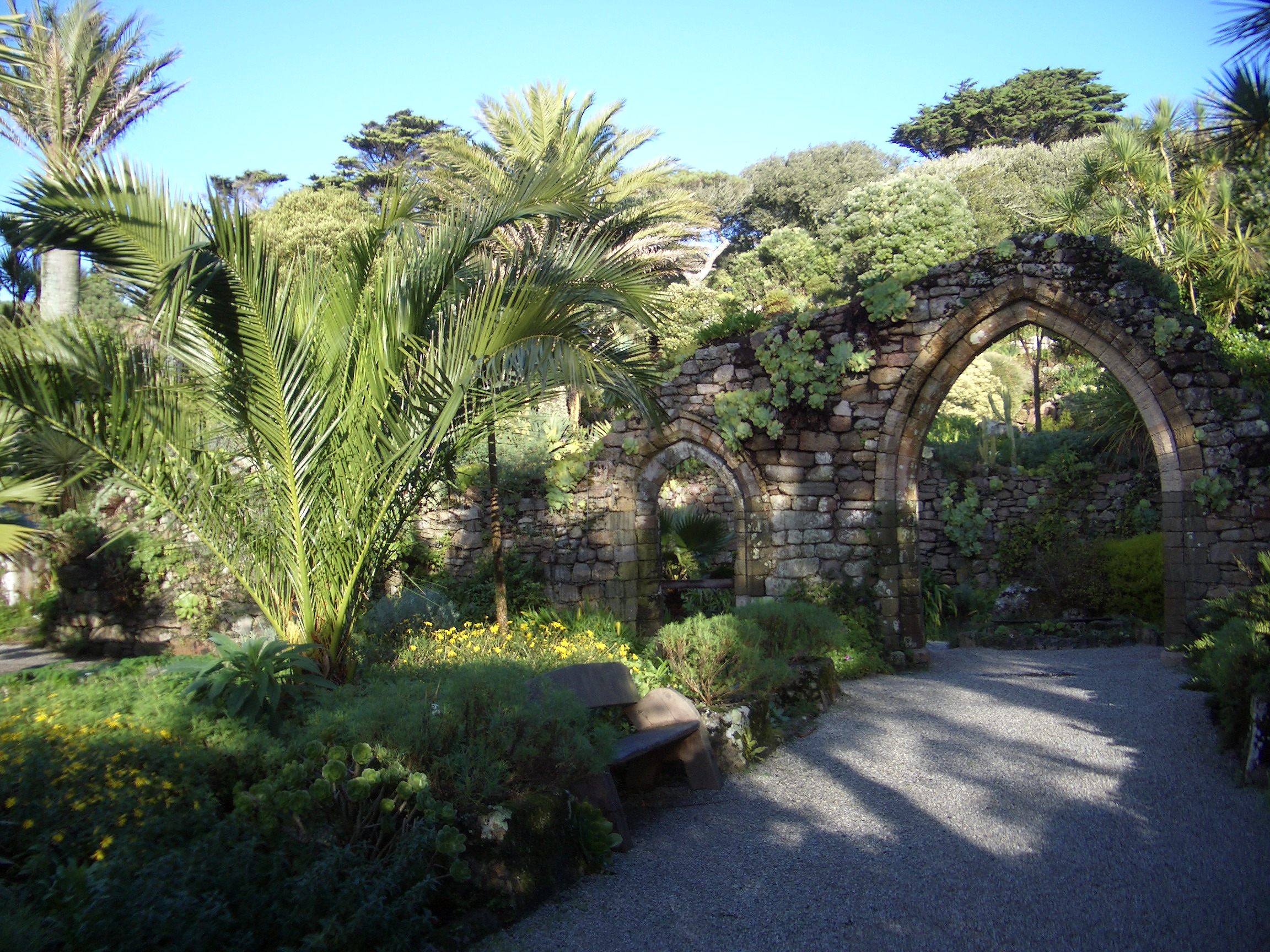
Tresco, Abbey Gardens

Smith verhuisde in 1834 naar de Scilly-eilanden en vestigde zich aanvankelijk in Hugh House op St. Mary's. Hij besloot een residentie te laten bouwen op het eiland Tresco, nabij de ruïne van een honderden jaren daarvoor verlaten Benedictijns klooster. Om zijn nieuwe woning, die Tresco Abbey werd genoemd, tegen de overheersende westelijke winden te beschermen liet hij in de omgeving ervan hoge muren aanleggen en een groot aantal bomen en heggen planten. In de ontstane luwtes werd een begin gemaakt met de nu wereldberoemde Abbey Gardens. In 1838 was het pand klaar en werd het door Smith betrokken, samen met zijn uit Hertfordshire meegebrachte butler Charles Batchelor en zijn persoonlijke secretaris Charles Holliday. Beiden droegen een uniform, hetgeen voor de bewoners van de Scilly-eilanden volslagen nieuw was.

## Bestuur
Het bestuur over de Scilly-eilanden werd door Smith voortvarend en op een autocratische wijze ter hand genomen, wat hem zeker in het begin niet bij alle eilandbewoners geliefd maakte. Bij zijn overlijden in 1872 echter was Smith een door velen gerespecteerd man geworden, wiens verdiensten voor de eilandengroep door niemand werden ontkend.

#### Bevolking

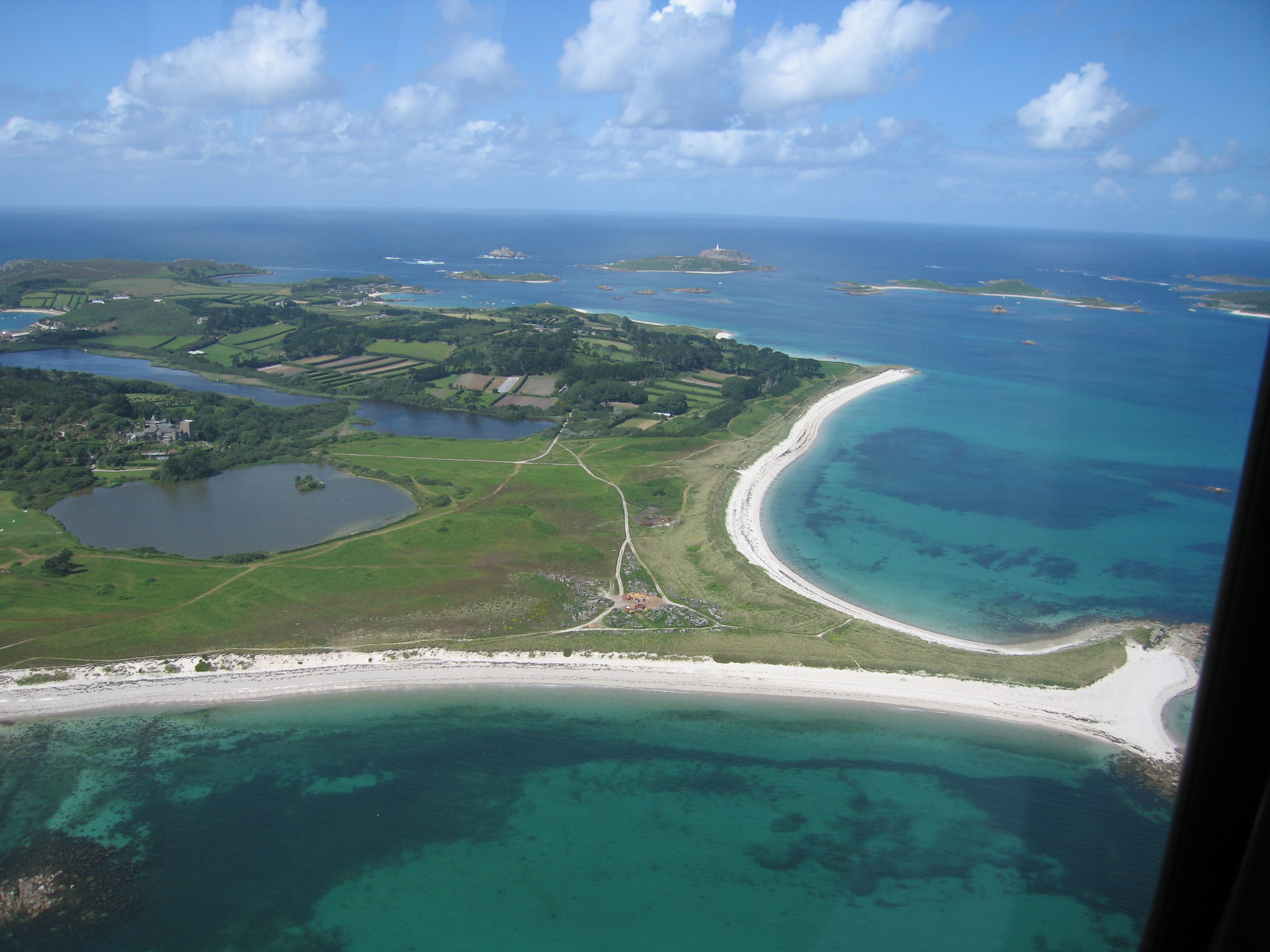
Het zuidoosten van Tresco, met links op de voorgrond Tresco Abbey

Veel problemen op de eilandengroep waren in Smiths ogen het gevolg van overbevolking en de werkloosheid die daarmee verband hield. Een van de maatregelen die Smith hiertegen nam, was een verbod op de gewoonte dat bij de dood van een landpachter diens grond werd verdeeld over al zijn mannelijke nakomelingen. Dit werkte versnippering van landgebruik in de hand en leidde zo over de jaren tot steeds kleinere grondstukken, waarvan de pachters in steeds mindere mate in hun bestaan konden voorzien. Smith verordonneerde dat wanneer een pachter stierf zijn rechten voortaan alleen mochten overgaan op de oudste zoon, op straffe van verval van de pachtovereenkomst. Deze maatregel had hard kunnen uitpakken voor de jongere kinderen, maar in de praktijk viel dat mee, want velen van hen vonden werk in allerlei projecten die door Smith op de eilanden werden opgezet. Smith bracht verder een proces van ruilverkaveling op gang, opdat iedere pachter genoeg grond zou hebben om zijn familie te onderhouden.
Andere wijzen waarop Smith overbevolking van de eilanden tegenging lagen op het vlak van wat men bevolkingspolitiek zou kunnen noemen. Van enkele eilanden die te klein waren om de bewoners ervan een fatsoenlijk bestaan te bieden werd de bevolking onder dwang geëvacueerd, zoals in 1855 gebeurde op Samson. Ook bepaalde Smith dat verloofden niet mochten trouwen voor ze zelf een huis in eigendom hadden. Slaagden ze er vervolgens niet in om een bestaan op te bouwen, dan stuurde hij ze naar het Engelse vasteland. Jongens uit grote gezinnen werden gedwongen om aan te monsteren op schepen, terwijl de meisjes op de wal in winkels of als dienstmeisje moesten gaan werken.
Het resultaat van dergelijke maatregelen was dat het aantal bewoners van bijvoorbeeld Tresco, een eiland van nog geen 3 km² groot, terugliep van 933 mensen in 1801 naar 430 in 1841. In 1871, een jaar voor Smiths overlijden, woonden er nog 266 mensen.

#### Economie

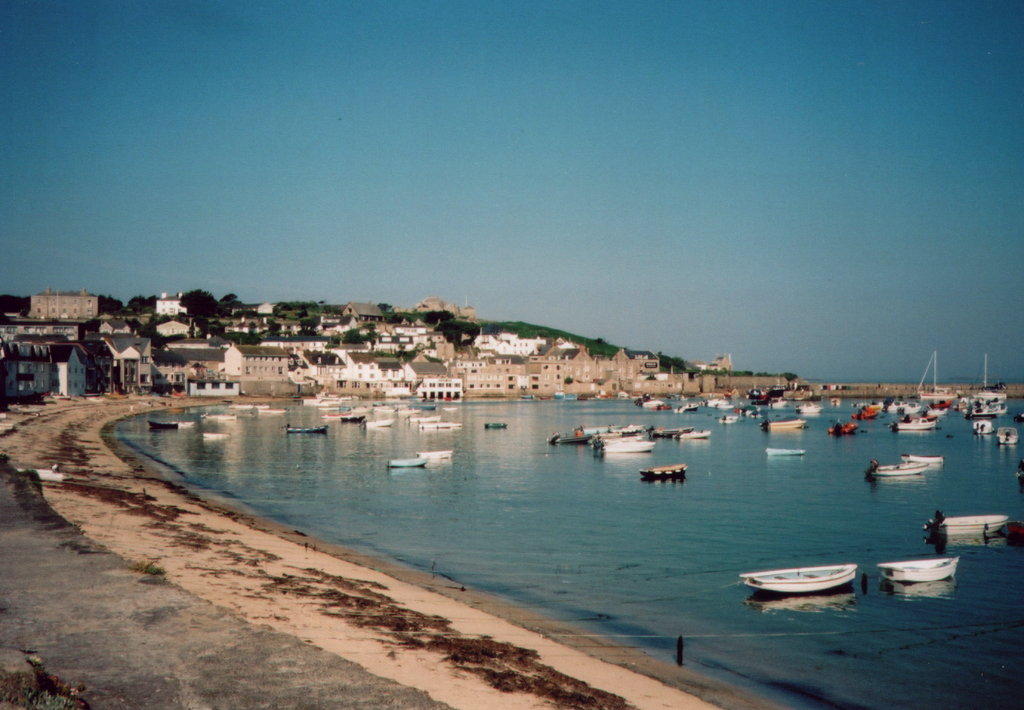
Hugh Town op St. Mary's, met rechts de kade

Op allerlei manieren stimuleerde Smith de ontwikkeling van de Scilly-eilanden. Tot de projecten die hij ondernam behoorden de al genoemde aanleg van Tresco Abbey en de bijbehorende tuinen, alsmede de bouw van de kade en de kerk in Hugh Town waartoe Smith zich contractueel had verplicht. Daarnaast liet hij op alle grotere eilanden scholen bouwen en overal wegen aanleggen. Om beschutting te creëren werden op zijn last op vele plaatsen op de tot dan toe vrijwel kale archipel bomen, heggen en struiken aangeplant. Smith richtte ook een brandweer op en zorgde ervoor dat op de eilanden post werd bezorgd.
Smith maakte een einde aan de destructieve gewoonte om graszoden te steken ten behoeve van brandstof, door vanuit Wales kolen te laten importeren (die gratis werden verstrekt aan vele bejaarde eilanders). Ook introduceerde hij nieuwe en betere aardappelrassen op de eilanden. Verder liet hij een door stoom aangedreven korenmolen bouwen, die door de boeren van de eilanden zonder kosten kon worden gebruikt. Het daarmee verkregen meel werd mede verwerkt in een op zijn initiatief gebouwde bakkerij.
Hij had ook aandacht voor de scheepvaart. Tot de werken die hij in dat verband liet uitvoeren behoorde het verwijderen van grote stenen uit het Tresco Channel, een in die tijd belangrijke ankerplaats tussen Tresco en Bryher. Verder richtte hij op St. Mary's een weerstation in, waar met behulp van seinen informatie over de ontwikkeling van de barometerstanden aan zeelieden werd verstrekt.
Ook de scheepsbouw op de eilanden, die in de jaren zeventig van de achttiende eeuw voorzichtig op gang was gekomen, werd door Smith gestimuleerd. Het resultaat daarvan was dat er op St. Mary's in 1850 vier scheepswerven waren gevestigd, al moest het hout dat er werd gebruikt van elders worden aangevoerd. De schepen die men op deze werven vervaardigde werden als hoogwaardig beschouwd. Zonder uitzondering waren ze eigendom van bewoners van de Scilly-eilanden en ze werden vaak ook volledig door eilanders bemand. Ze werden onder andere ingezet bij het vervoer van fruit uit het Middellandse Zeegebied en de Azoren en bij de verscheping van kelpsoda naar het Engelse vasteland. (Kelpsoda was een product dat werd verkregen door de zeewiersoort kelp te verbranden, een activiteit die ook door Smith werd gestimuleerd.) De lokale scheepsbouw zakte overigens in nadat houten schepen steeds meer door ijzeren schepen werden vervangen en in de jaren tachtig van die eeuw waren alle werven op St. Mary's gesloten.

#### Onderwijs
Smith hechtte groot belang aan toegankelijk en goed onderwijs en gaf soms zelf les op de scholen die hij op de eilanden had laten bouwen. Ouders moesten een penny per week betalen om hun kinderen naar school te laten gaan, maar kregen een boete van twee pennies opgelegd als die kinderen niet verschenen. Het effect hiervan was dat absentie en spijbelen amper voorkwamen, waarmee op de eilanden de facto een leerplicht was ingevoerd, tientallen jaren voordat dit in de rest van Engeland zou gebeuren.
Het resultaat mocht er zijn. Een Inspector of Schools die de Scilly-eilanden bezocht schreef in 1848 in zijn rapport: "Op deze eilanden gaan als gevolg van het actieve toezicht door de Proprietor [=Smith] vrijwel alle kinderen tussen de twee en dertien jaar naar school. (...) Op alle eilanden zijn scholen voor zowel jonge als oudere kinderen. (...) De kinderen kunnen goed lezen, maken dictees met weinig fouten, geven vlot antwoord op vragen over Bijbelse geschiedenis en aardrijkskunde en over sommige onderwerpen uit de Engelse geschiedenis. Op [St.]Agnes werd gedegen grammatica onderwezen en op Tresco was het onderwijs in rekenen en navigatie goed."

## Stijl en voorkomen
Augustus Smith was een strenge en eigenzinnige man, voor wie bij de oplossing van economische problemen laissez-faire-waarden als spaarzaamheid en eigen initiatief voorop stonden. De wijze waarop hij de eilanden bestuurde is wel omschreven als die van een verlicht despoot. Zijn motto, uitgekerfd in een stuk graniet op Tresco Abbey, was: "Thus you do not work for yourselves". 
Tegenspraak werd door Smith niet geduld. Toen Francis MacFarlane, een pachter op St. Mary's, in de jaren veertig tegen Smiths wil een baptistische kapel in Hugh Town had gebouwd, eiste Smith daarvan de sleutel op. MacFarlane weigerde, waarop hij met zijn vrouw en elf kinderen zonder pardon uit zijn boerderij werd gezet.

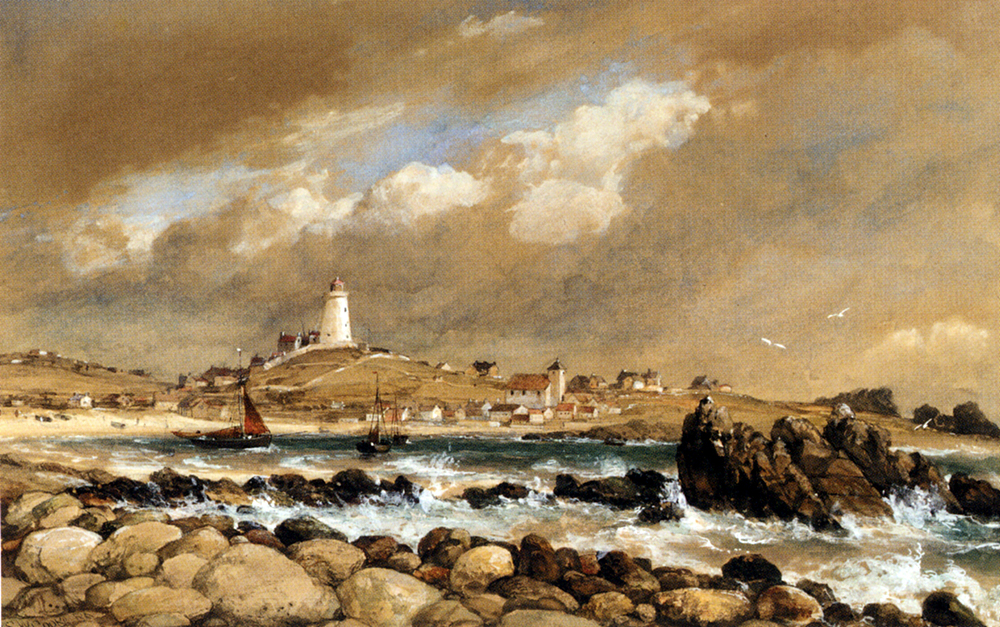
Zicht op St. Agnes
Edward William Cooke (1811-1880)

Smith ontwikkelde de gewoonte om ieder jaar de verbetering van een ander eiland ter hand te nemen. Daar betrok hij dan ook een woning, zodat hij toezicht kon houden op de werkzaamheden. Zelfs kleine details ontgingen hem niet, zoals bijvoorbeeld in 1850 op St. Agnes bleek, waar hij opdracht had gegeven om een bepaalde steen in een bepaalde muur te plaatsen. Toen hij twee dagen later ontdekte dat de bewuste steen in een varkensstal was verwerkt, werd de verantwoordelijke metselaar niet alleen gedwongen de muur voor een deel weer af te breken, maar kreeg hij van Smith ook een boete.
Tweemaal per jaar, op de dagen waarop de pacht moest worden afgedragen, hield Smith audiëntie op Star Castle in Hugh Town. Op de ene bijeenkomst, die in juni werd gehouden, werd de pachters ter versnapering altijd een krentenbroodje en een kop koffie of een glas ale aangeboden. De andere bijeenkomst, steeds in de winter, werd traditioneel gevolgd door een diner, waarbij de jongste pachters als bedienden fungeerden. De oudere pachters zaten ieder jaar op dezelfde plaatsen en wanneer een van hen gestorven was werd diens stoel ingenomen door zijn zoon. Er werd altijd getoost op, in die volgorde, de Engelse koningin, de Prince of Wales en op Smith zelf. De avond werd afgesloten met een heilsdronk op "the next merry meeting".
Door een tijdgenoot werd Augustus Smith beschreven als "een massieve gestalte (...) met het voorkomen van een koning in iedere beweging en gebaar, dat nog werd benadrukt wanneer hij op zijn favoriete paard reed of zich in zijn staatsiesloep door een geüniformeerde bemanning naar andere eilanden liet roeien." Smith werd door velen aangeduid als Lord Proprietor of als Governor, hoewel hij Lord, proprietor (eigenaar) noch gouverneur van de Scilly-eilanden was. Enkelen noemden hem zelfs de Emperor of Scilly (de keizer van Scilly).

## Persoonlijk leven
Augustus Smith is nooit getrouwd geweest, maar celibatair was hij vermoedelijk niet. Jarenlang was dit een onderwerp van veel geroddel op de eilanden, mede ingegeven door het feit dat zijn slaapkamer op Tresco Abbey langs een slingerend paadje ongezien kon worden bereikt. Zeker is in ieder geval dat hij in zijn testament financiële regelingen trof voor twee vrouwen op Tresco - en voor hun kinderen. Verder is van Smith bekend dat hij vanaf 1847 een (waarschijnlijk platonische) relatie onderhield met Lady Sophia Tower, de vrouw van een van zijn studievrienden. De twee ontmoetten elkaar regelmatig in Londen en op de Scilly-eilanden en ze schreven elkaar honderden brieven.

## Verkiezing tot parlementslid
In 1857 werd Smith voor het kiesdistrict Truro namens de Liberal Party gekozen tot lid van het Engelse parlement. Zijn verkiezing werd gevierd met een eretocht door Hugh Town op St. Mary's, waarbij Smiths gevolg bestond uit de lokale band, de notabelen van het eiland en de voornaamste pachters. De optocht eindigde in Star Castle met een felicitatietoespraak. Onderdeel van de festiviteiten waren verder een voor iedereen toegankelijk diner, vuurwerk, danspartijen en vreugdevuren. Ook op de andere eilanden werd feest gevierd. Van Smiths eerdere impopulariteit was weinig meer te merken. Hij zou tot 1865 parlementslid blijven.

## Laatste jaren

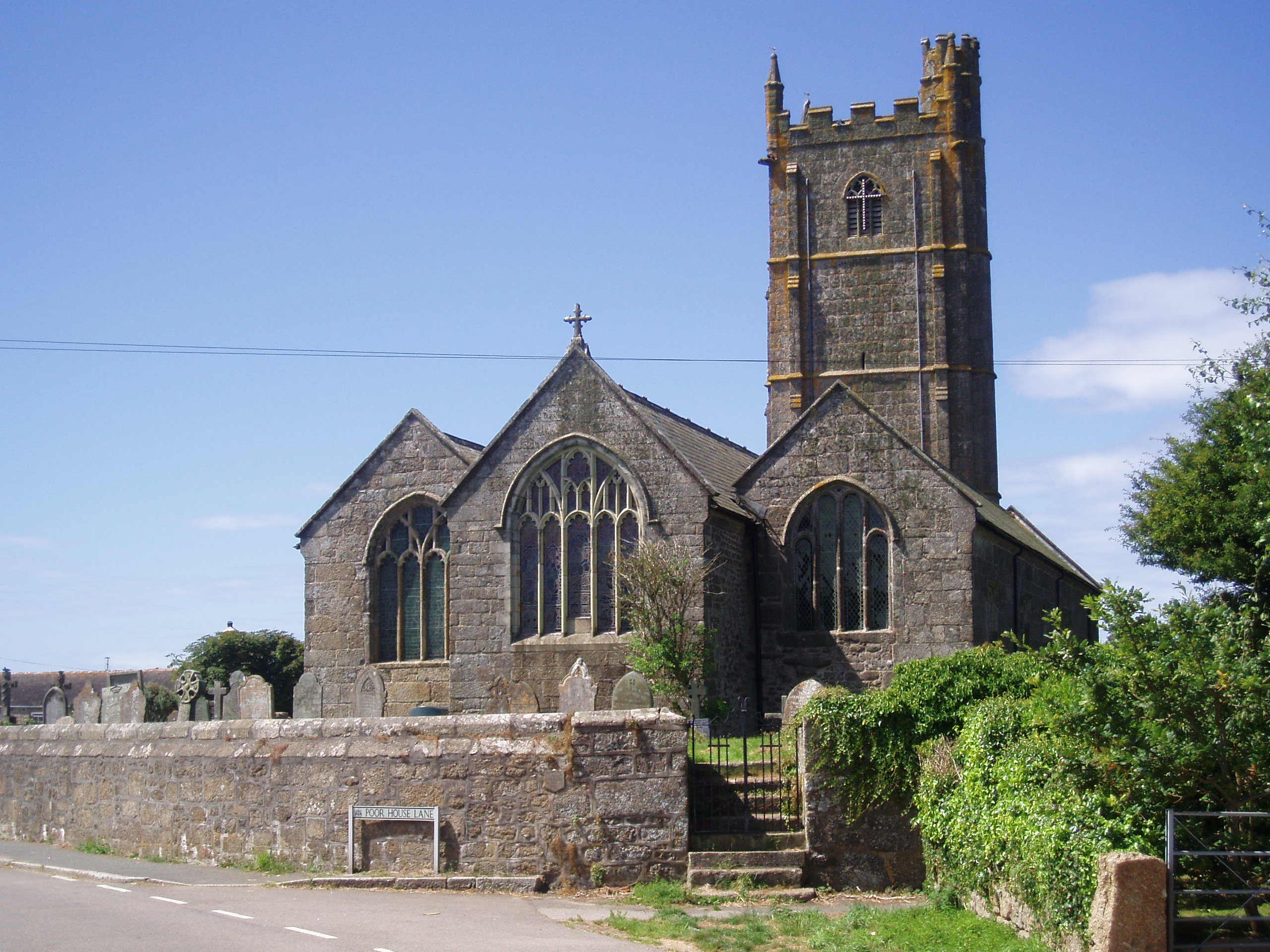
De kerk van St. Buryan in Cornwall

De laatste jaren van Smiths leven werden enigszins vertroebeld door onenigheid met het graafschap Cornwall, dat de jaarlijkse erfpachtvergoeding van £ 40 die in 1834 was overeengekomen wilde verhogen. De onderhandelingen hierover liepen al snel vast, maar de zaak bleef zich voortslepen.
Op 31 juli 1872 stierf Augustus Smith op 68-jarige leeftijd in het Duke of Cornwall Hotel in Plymouth, waar hij naartoe was gebracht nadat hij in St. Austell onwel was geworden op een bijeenkomst van vrijmetselaars (waarvan hij grootmeester was). Smith werd enkele dagen later op eigen verzoek bij zonsopgang begraven op het kerkhof van St. Buryan, niet ver van Land's End. Hij had een bescheiden begrafenis gewild, maar ondanks het vroege tijdstip werd de plechtigheid bijgewoond door een grote groep mensen uit het westen van Cornwall en "scheepsladingen vol" bewoners van de Scilly-eilanden. Zijn door hemzelf ontworpen grafmonument werd in weerwil van zijn bedoeling geplaatst op Abbey Hill op Tresco.
Augustus Smith werd opgevolgd door zijn neef Thomas Algernon Dorrien Smith.